# Kazoku No Perú
El Kazoku No Perú (en japonés, 家族のペルー, traducción literal: Familia del Perú) es un equipo de voleibol femenino, con sedes en Santiago de Surco y Los Olivos, que participará en la Liga Nacional Superior de Voleibol del Perú.

## Palmarés
- Liga Intermedia de Vóleibol de Perú (1): 2025.[1]
- Subcampeón de la Liga Intermedia de Vóleibol de Perú: 2024.
- Torneo Akira Kato (1): 2023.[2]